# Alsóhidegpatak
Alsóhidegpatak (ukránul: Нижній Студений [Nizsnyij Sztudenij]) falu Ukrajnában, Kárpátalján, a Huszti járásban.

## Fekvése
Huszttól északra, Felsőhidegpatak és Fülöpfalva közt fekvő település.

## Története
Alsóhidegpatak (Hidegpatak) nevét 1612-ben említette először oklevél Hideghpathak alias Ztudina néven, majd 1653-ban Hydeghpathaka néven írták.
Hidegpatak kenézi telepítésű verhovinai falu, melyet a 16. században a Lipcsei és Dolhai családok és rokonságuk telepítette a hasonló (ruszin, orosz nyelven Ztudina) nevű patak mellett. A ruszin jobbágyok által lakott falu főbb birtokosai Kornis György, Bernáth László Farkas György, Kun Péter özvegye, Bér Mihály voltak. A későbbi évszázadokban már két Hidegpatak nevű település is létezett egymás közelében: Alsó- és Felsőhidegpatak néven.
Alsóhidegpatak a 20. század elején Máramaros vármegye Ökörmezői járásához tartozott. 1910-ben 1156 lakosából 13 magyar, 172 német, 971 román volt. Ebből 982 görögkatolikus, 172 izraelita volt.
1991-ben 1400 lakosú falu volt, helyi tanáccsal.

## Nevezetességek
- Görögkatolikus fatemploma és tornya 1820-ban épült, Szűz Mária tiszteletére lett felszentelve. A templom hosszhajós, hármas tömegtagozódású. Tornya alacsony hagymasisakú és a bejárat fölött helyezkedik el. Haranglábja háromrészes, sátortetős.